# 溜滑麵條鰍
溜滑麵條鰍為輻鰭魚綱合鰓目鰻鰍科的其中一種，被IUCN列為次級保育類動物，分布亞洲印尼的淡水水域，體長可達5.8公分，棲息在流動緩慢、水質混濁的森林溪流，屬肉食性。

## 擴展閱讀
維基物種上的相關：溜滑麵條鰍